# McKee Bridge
McKee Bridge az Amerikai Egyesült Államok északnyugati részén, Oregon állam Jackson megyéjében, az Oregon Route 238 közelében elhelyezkedő önkormányzat nélküli település.
Itt található az azonos nevű fedett híd.

## Fordítás
- Ez a szócikk részben vagy egészben  a   McKee Bridge, Oregon című angol Wikipédia-szócikk ezen változatának fordításán alapul.  Az eredeti cikk szerkesztőit annak laptörténete sorolja fel. Ez a jelzés csupán a megfogalmazás eredetét és a szerzői jogokat jelzi, nem szolgál a cikkben szereplő információk forrásmegjelöléseként.